# Va mourire
Pour plus de détails, voir Fiche technique et Distribution.
Va mourire est un film français réalisé par Nicolas Boukhrief, sorti en 1995.
Tourné en 1994, il est le premier long métrage du réalisateur.

## Synopsis
Antibes, Côte d'Azur. Trois « cacous », Marcelin, Raoul et Yoyo. Autrement dit, trois de ces garçons du Sud mi-voyous, mi-paresseux, issus du sous-prolétariat, qui vivent du chômage et de combines. L’arrivée de la fille de Maurice, Madeleine, va bouleverser la morte-saison qui s’annonce. Au contact de cette jeune femme les trois copains vont remettre leur triste vie en question et décider de partir. Mais on ne s’évade pas si facilement de la baie des Anges.

## Fiche technique
Sauf indication contraire, les informations mentionnées dans cette section peuvent être confirmées par les bases de données cinématographiques IMDb et Allociné,  présentes dans la section « Liens externes ».
- Titre : Va mourire
- Réalisation : Nicolas Boukhrief
- Scénario : Nicolas Boukhrief
- Société de production : Rézo films
- Société de distribution : Rézo Films
- Pays de distribution :  France
- Genre : comédie dramatique
- Durée : 90 minutes
- Date de sortie : 25 janvier 1995

## Distribution
Sauf indication contraire, les informations mentionnées dans cette section peuvent être confirmées par les bases de données cinématographiques IMDb et Allociné,  présentes dans la section « Liens externes ».
- Foued Nassah : Marcel
- Roland Marchisio : Raoul
- Marc Duret : Yoyo
- Georges Blaness : Maurice
- Florence Madec : Madeleine

## Musique
Le film utilise des musiques d'Iggy Pop, du groupe The Stooges et de Joséphine Baker. L'éditeur de la musique du film est Play–Time.